# Molitura

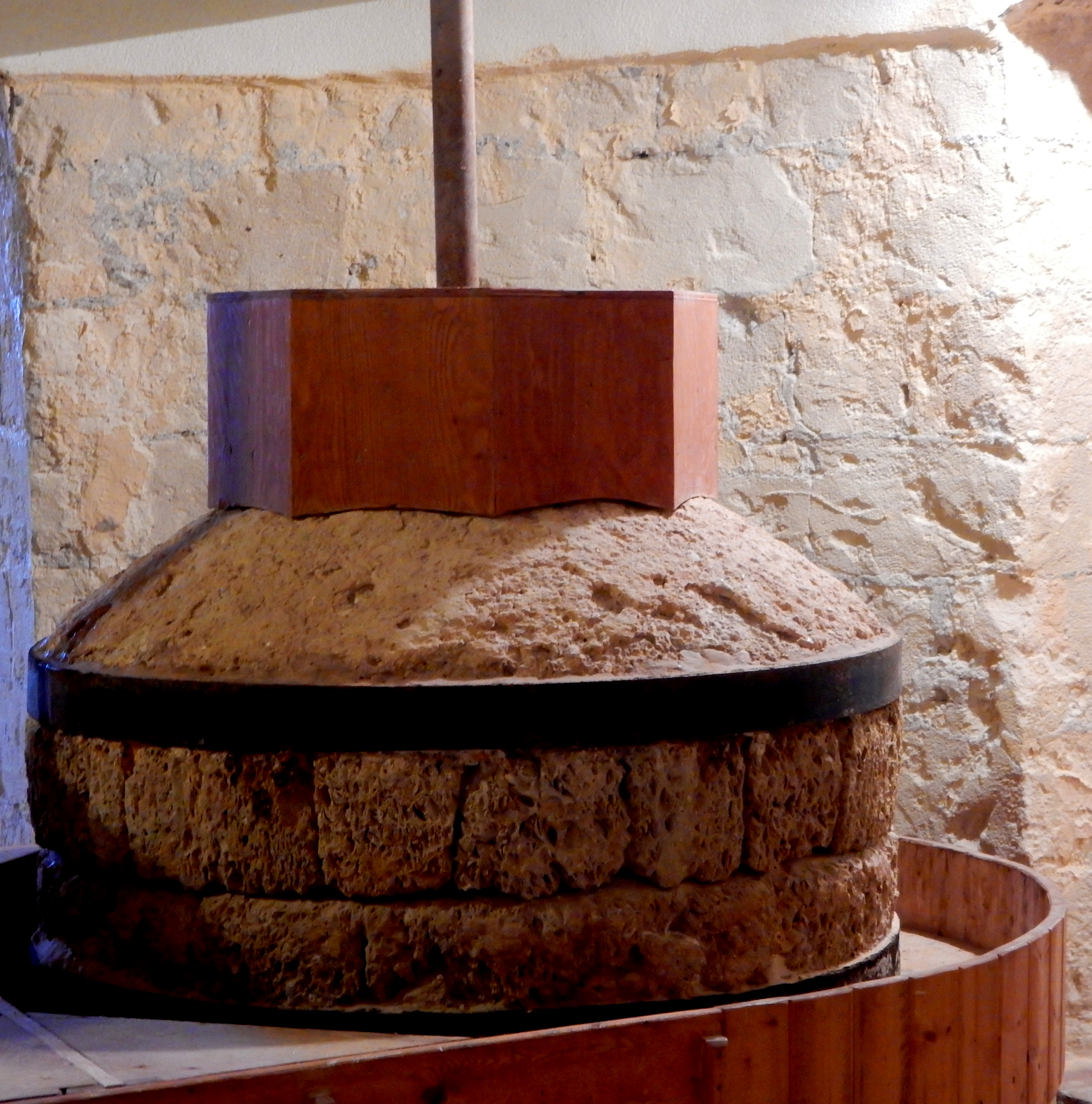
Antica macina di un mulino per la molitura del sale a Trapani

La molitura è una particolare macinazione che permette di ottenere le farine a partire dalle cariossidi dei cereali (grano, mais, orzo, avena, riso etc..). 

## Attività
La molitura avviene con l'uso di mulini a pietra. Gli elementi macinanti sono due macine (ruote in pietra molare), il cui diametro esterno può variare dai 600 mm a 1200 mm; sono sovrapposte, quella superiore ruota ed è dotata di un foro centrale per l'ingresso del prodotto, la ruota sottostante non gira. Entrambe sono provviste spesso di scanalature per facilitare l'uscita del prodotto. La distanza fra le macine è regolabile e questo permette di scegliere la granulometria del macinato. 
Anticamente le macine di pietra erano mosse dalle braccia dell'uomo o da animali, con lo sviluppo tecnologico questa operazione è stata fatta propria dall'industria molitoria, cioè dai mulini. In principio essi erano mossi dall'acqua o dal vento, ora la moderna industria molitoria utilizza l'energia elettrica. Oltre alla macinazione dei cereali, è utilizzata anche per le castagne ed altri prodotti, come i cristalli di sale marino.